# 수경이
수경이(1993년 ~)는 대한민국의 가수다. 2017년 싱글 《나미야》로 데뷔했다.

## 방송
- 내일은 미스트롯 (2019) - Top94

## 음반
- 나미야 (2017)